# 王一川
王一川（1959年—），男，四川沐川人，中国文艺美学家、文学评论家、理论家，北京大学艺术学院院长、教授，北京师范大学文学院文艺学研究所教授，教育部长江学者特聘教授。